# セルカニアス バルセロナ
セルカニーアス バルセロナ（Cercanías Barcelona スペイン語、Rodalies Barcelona カタルーニャ語）はバルセロナを中心にカタルーニャ州のバルセロナ都市圏で運行されている鉄道の近郊路線ネットワークである。すべての路線がバルセロナ市内の駅を起点とするか発着している。

路線図

## 概要
バルセロナ近郊区間の鉄道網には10路線あり、6路線はレンフェ（RENFE、旧スペイン国鉄）により、4路線はカタルーニャ自治政府の保有するカタルーニャ公営鉄道 (FGC) によって運行されている。しかしながら、近いうちにFGCのみによってネットワークが提供されるようになる予定である。
運賃はバルセロナ・サンツ駅を中心として同心円状に広がった6つの運賃区によるゾーン制運賃である。
セルカニーアスは都市部でバルセロナ地下鉄他幾つかの交通機関と運賃面で連携し、また駅も共有している。
バルセロナとその隣接自治体では大部分は地下を走行する。

## RENFEによる路線
路線番号はCより始まるが、カルターニャ語のRodaliesの頭文字を取り、Rで表記する場合もある。
Renfeの近郊路線は、AVE（スペイン高速鉄道）の建設工事の影響により路線網の変更がしばしば行われるので、注意が必要である。以下の路線および区間は2009年のものである。
| 路線 | 区間 |
|      | Molins de Rei - L'Hospitalet - Mataró - Maçanet （モリンス・ダ・レイ - マタロ - マサネー）                     |
|      | Castelldefels - Granollers Centre （カステルデフェルス - フランサ駅）                                          |
|      | Sant Vicenç - Vilanova - Estació de França （サンツヴィセンス - ビラノバ - スタシオデファラサ グラノリェース） |
|      | Aeroport - Maçanet-Massanes （バルセロナ空港 - マサネー・マサナ）                                              |
|      | L'Hospitalet - Vic （オスピタレット - ビック）                                                                 |
|      | Sant Vicenç - Vilafranca - Manresa （サン・ビセンス - ビラフランカ - マンレザ）                                |
|      | Sant Andreu Arenal - Cerdanyola Universitat （サンツアンデレウアレナル - サルダニョーラ大学）                  |
|      | Martorell - Cerdanyola Universitat - Granollers Centre （マルトレル - サルダニョーラ大学 - フランサ駅）        |

## FGCによる路線
FGCは現在は2地区4路線を運行しており、RまたはSの頭文字を持つ近郊路線がある。
将来Renfeが所有するバルセロナ近郊区間の運営を引き継ぐ予定である。
以下の2地区の路線は接続していない。

### バルセロナ－バリェス線（Línea Barcelona-Vallès）
| 路線 | 区間                                                                                       |
| S1   | Barcelona-Pl.Catalunya - Terrassa-Rambla （カタルーニャ広場 - タラサ）                     |
| S2   | Barcelona-Pl.Catalunya - Sabadell-Rambla （カタルーニャ広場 - サバデイ）                   |
| S5   | Barcelona-Pl.Catalunya - Rubí （カタルーニャ広場 - ルビー）                                |
| S55  | Barcelona Plaça Catalunya - Universitat Autònoma （カタルーニャ広場 - バルセロナ自治大学） |

### ヨブレガット－アノイア線（Línea Llobregat-Anoia）
| 路線 | 区間                                                                          |
| S33  | Barcelona-Pl.Espanya - Can Ros （エスパーニャ広場 - カン・ロス）              |
| S4   | Barcelona-Pl.Espanya - Olesa de Montserrat （エスパーニャ広場 - オレザ）      |
| S8   | Barcelona-Pl.Espanya - Martorell Enllaç （エスパーニャ広場 - マルトレル）     |
| R5   | Barcelona-Pl.Espanya - Manresa （エスパーニャ広場 - マンレザ）                |
| R6   | Barcelona-Pl.Espanya - Igualada （エスパーニャ広場 - イグアラーダ）           |
| R50  | Barcelona-Pl.Espanya - Manresa （エスパーニャ広場 - マンレザ）速達型系統      |
| R60  | Barcelona-Pl.Espanya - Igualada （エスパーニャ広場 – イグアラーダ）速達型系統 |

## 車両
- 463, 464, 565系
- 447系
- 440系